# Theia (hành tinh)

Theia là một hành tinh giả thuyết trong thời kỳ sơ khai của Hệ Mặt Trời, theo giả thuyết vụ va chạm lớn, hành tinh này đã va chạm với Trái Đất sơ khai vào khoảng 4,5 tỷ năm trước, với những vật chất bị bắn ra sau đó đã tập hợp lại để tạo thành Mặt Trăng. Sự va chạm này đã phá hủy Theia, lõi sắt của nó bị chôn vùi trong Trái Đất sơ khai. Một lượng lớn vật chất bắn ra và rơi vào quỹ đạo quanh Trái Đất, từ đó Mặt Trăng được hình thành trong khoảng thời gian không dài hơn một thế kỷ, thậm chí có thể ít hơn một tháng. Trái Đất cũng thu được một lượng đáng kể xung lượng góc từ va chạm này, cũng như tăng tổng khối lượng của nó tới mức như hiện nay.
Theia có thể giải thích tại sao lõi Trái Đất lớn hơn bình thường đối với một vật thể có kích thước tương tự, với lõi và lớp phủ của Theia hợp nhất với lõi và lớp phủ của Trái Đất. Theia có thể đã hình thành tại vòng ngoài Hệ Mặt Trời và đã cung cấp nước cho Trái Đất.
Một tên gọi khác của hành tinh giả thuyết này là Orpheus.

## Tên
Theia được đặt tên theo Theia, một trong những Titan trong thần thoại Hy Lạp, là mẹ của nữ thần Mặt Trăng Selene, tương đồng với vụ va chạm của hành tinh Theia với Trái Đất sơ khai được cho là đã tạo ra Mặt Trăng.

## Quỹ đạo

Vụ va chạm giữa Trái Đất (xanh) và Theia (đen), tạo thành Mặt Trăng (đỏ và xám).

Theia được cho là có kích thước tương đương Sao Hỏa với đường kính khoảng 6,102 kilômét (3,792 dặm), và chiếm chỗ tại vị trí ở điểm Lagrange L4 và L5 của Hệ Mặt Trời–Trái Đất (vị trí trên quỹ đạo Trái Đất theo hướng chuyển động của Trái Đất, đường nối điểm đó với tâm Mặt Trời tạo ra một góc khoảng 60° với đường thẳng nối tâm Mặt Trời và tâm Trái Đất), tương tự như các tiểu hành tinh Troia. Những nhiễu loạn hấp dẫn của Sao Kim có thể đã khiến Theia va chạm với Trái Đất sơ khai.